# روبرت وول
روبرت وول (بالإنجليزية: Robert Wall)‏ هو لاعب كاراتيه وممثل أمريكي، ولد في 22 أغسطس 1939 في الولايات المتحدة.

## أعمال

### أفلام
- (1972) طريق التنين[6]
- (1973) دخول التنين
- (1978) لعبة الموت

## وصلات خارجية
- روبرت وول على موقع IMDb (الإنجليزية)
- روبرت وول على موقع قاعدة بيانات الفيلم (الإنجليزية)